# Dicallaneura
Dicallaneura is een geslacht van vlinders uit de familie van de prachtvlinders (Riodinidae), onderfamilie Nemeobiinae.
Dicallaneura werd in 1867 voor het eerst wetenschappelijk beschreven door Butler.

## Soorten
Dicallaneura omvat de volgende soorten:
- Dicallaneura albosignata Joicey & Talbot, 1916
- Dicallaneura amabilis Rothschild, 1904
- Dicallaneura angustifascia Joicey & Noakes, 1916
- Dicallaneura cyanea Toxopeus, 1944
- Dicallaneura decorata (Hewitson, 1862)
- Dicallaneura dilectissima Toxopeus, 1944
- Dicallaneura ekeikei Bethune-Baker, 1904
- Dicallaneura exiguus Joicey & Noakes, 1916
- Dicallaneura fulvofasciata Joicey & Noakes, 1916
- Dicallaneura hyacinthus Toxopeus, 1944
- Dicallaneura kirschi Röber, 1886
- Dicallaneura leucomelas Rothschild & Jordan, 1905
- Dicallaneura longifascia Joicey & Talbot, 1922
- Dicallaneura ostrina Grose-Smith, 1894
- Dicallaneura pulchra (Guérin-Méneville, 1830)
- Dicallaneura ribbei Röber, 1886
- Dicallaneura semirufa Grose-Smith, 1894
- Dicallaneura virgo Joicey & Talbot, 1916